# William Petty (aventurier)
Pour les articles homonymes, voir William Petty (homonymie) et Petty.
William Petty (né à Soulby, dans le Westmorland en Angleterre en 1587 et mort en septembre 1639) est un érudit, professeur, amateur d'art et aventurier. 

## Biographie

### Enfance

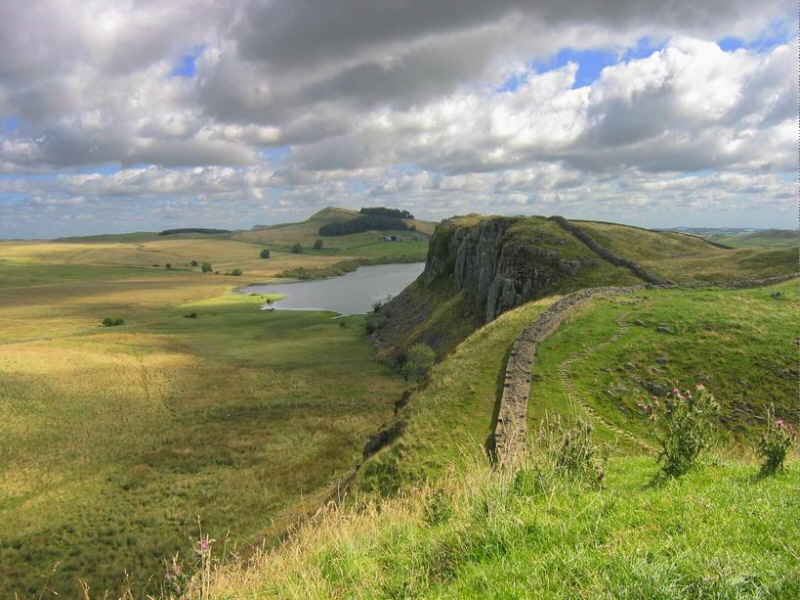
Paysage des Border et Mur d'Hadrien

William Petty né dans les Borders (région entre Angleterre et Écosse) à la fin du xvie siècle. C'est alors une des régions les plus pauvres et les plus rurales de l'ile, ravagée épisodiquement par des bandes armées : les Reivers. Sa famille vit dans une petite ferme dans le village de Soulby. Il fait ses premiers pas dans le milieu  de l'éducation à la grammar school de Kirkby Stephen puis devient le protégé du maître Reginald Bainbridge à l'école d'Appleby. Ce maître, passionné d'antiquité, transmet à ses élèves la passion des livres, des textes anciens, leur apprend le grec et le latin... De nombreuses sources indiquent que Bainbridge organisa des fouilles au pied du Mur d'Hadrien. William Petty, disposant de nombreuses capacités, Bainbridge l'envoie à Cambridge pour étudier. Il entre à Christ's College en 1604. Issu d'une famille pauvre, il dispose d'une bourse et entre à Cambridge comme sizar : il étudie en même temps qu'il s'occupe d'un pensioner, élève de position supérieure.

### À Cambridge
William Petty restera à Cambridge pendant trois ans au bout desquels il deviendra Bachelor of Arts. Il enseignera ensuite dans la grammar school de Beverley dans le Yorkshire pendant quatre ans. Durant l'été 1611, il retourne à Cambridge trois mois et obtient son Master of Arts. Nommé à la chaire de grec de Jesus College, il quitte son poste de professeur à Beverley et devient fellow. De septembre 1612 à 1616, il vit à Jesus College, entre enseignement et recherches dans les livres anciens de la bibliothèques. Il se rend quelques jours à Londres en avril 1613, chez le Comte d'Arundel, dans son immense propriété bordant le Strand et la Tamise où il découvre des galeries de tableaux, statues et gemmes provenant d'Italie, de Grèce et d'Asie mineure. 

### Au service du Comte d'Arundel

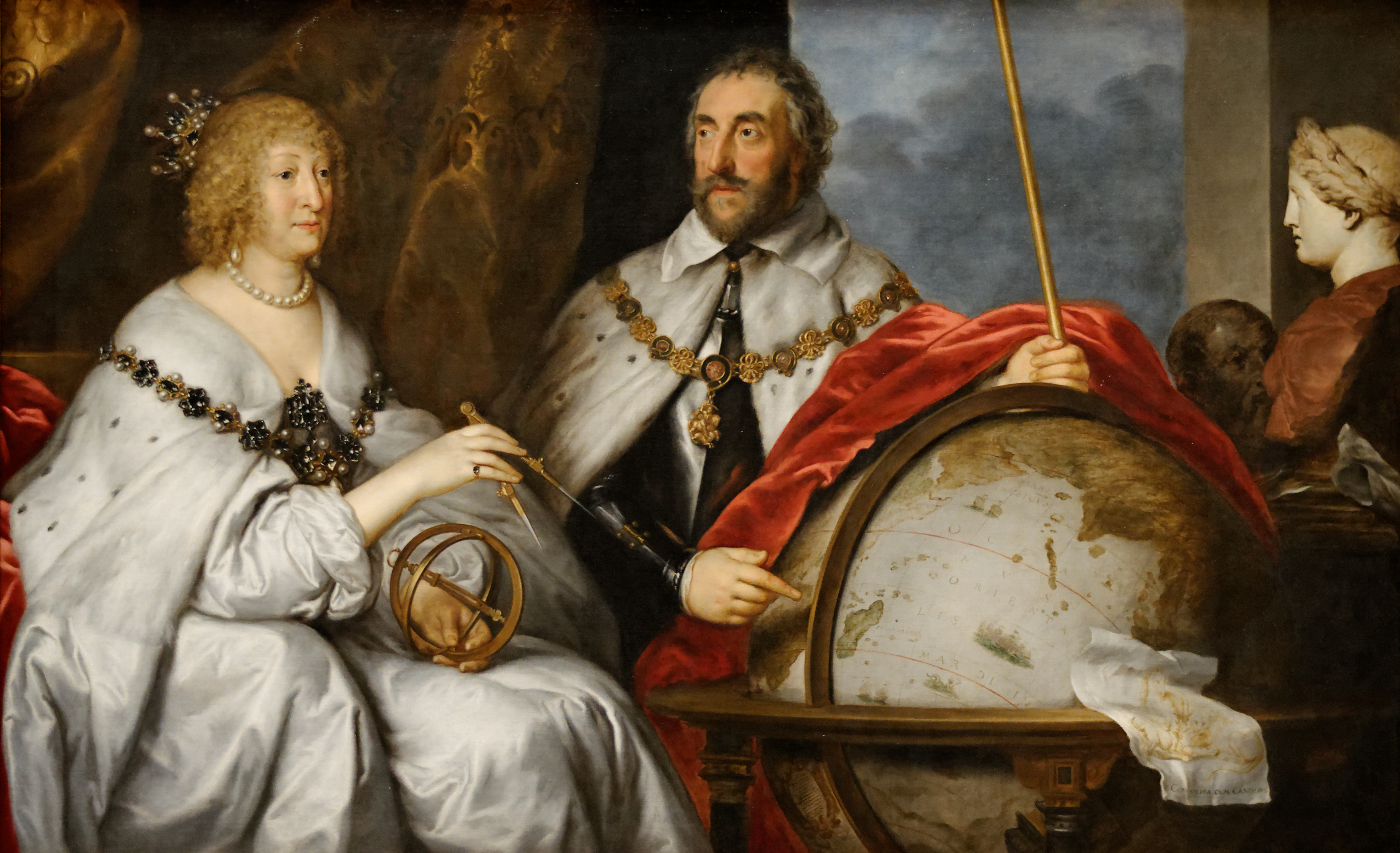
Le Comte d'Arundel et sa femme Alathea Howard par Antoine Van Dyck (c 1639/40)

En janvier 1616, il entre au service du Comte d'Arundel comme précepteur de son plus jeune enfant. Il s'occupe de lui pendant plus de trois ans jusqu'à la mort du petit. En 1620, Petty accompagne Lady Arundel à Spa, puis à Venise pendant quatre ans. Il part à la recherche des plus grands trésors qu'il envoie au Comte d'Arundel à Londres pour sa collection. Il visite châteaux, couvents, monastères, églises, collections privées et achète les plus belles œuvres avec l'immense fortune du Comte. Il est en concurrence permanente avec Balthazar Gerbier et Daniel Nijs, au service du duc de Buckingham. Il voyage jusqu'à Smyrne, puis Constantinople avant de visiter les îles Sporades en mer Égée à la recherche de statues antiques ou de textes précieux. Durant cette période de 1620, des tensions religieuses et des concurrences entre amateurs d'art le font emprisonner à deux reprises, par les Turcs puis l'Inquisition. 
Après des dizaines d'allers-retours à travers la Manche, il termine sa carrière dans le Shropshire, un fief sous l'autorité des comtes d'Arundel. Il meurt finalement entre le 13 et le 23 septembre 1639 dans la maison d'un des fils du comte, James Howard.

## Son œuvre
Cette galerie montre quelques toiles, sculptures et manuscrits qui ne seraient pas dans les musées européens sans William Petty.

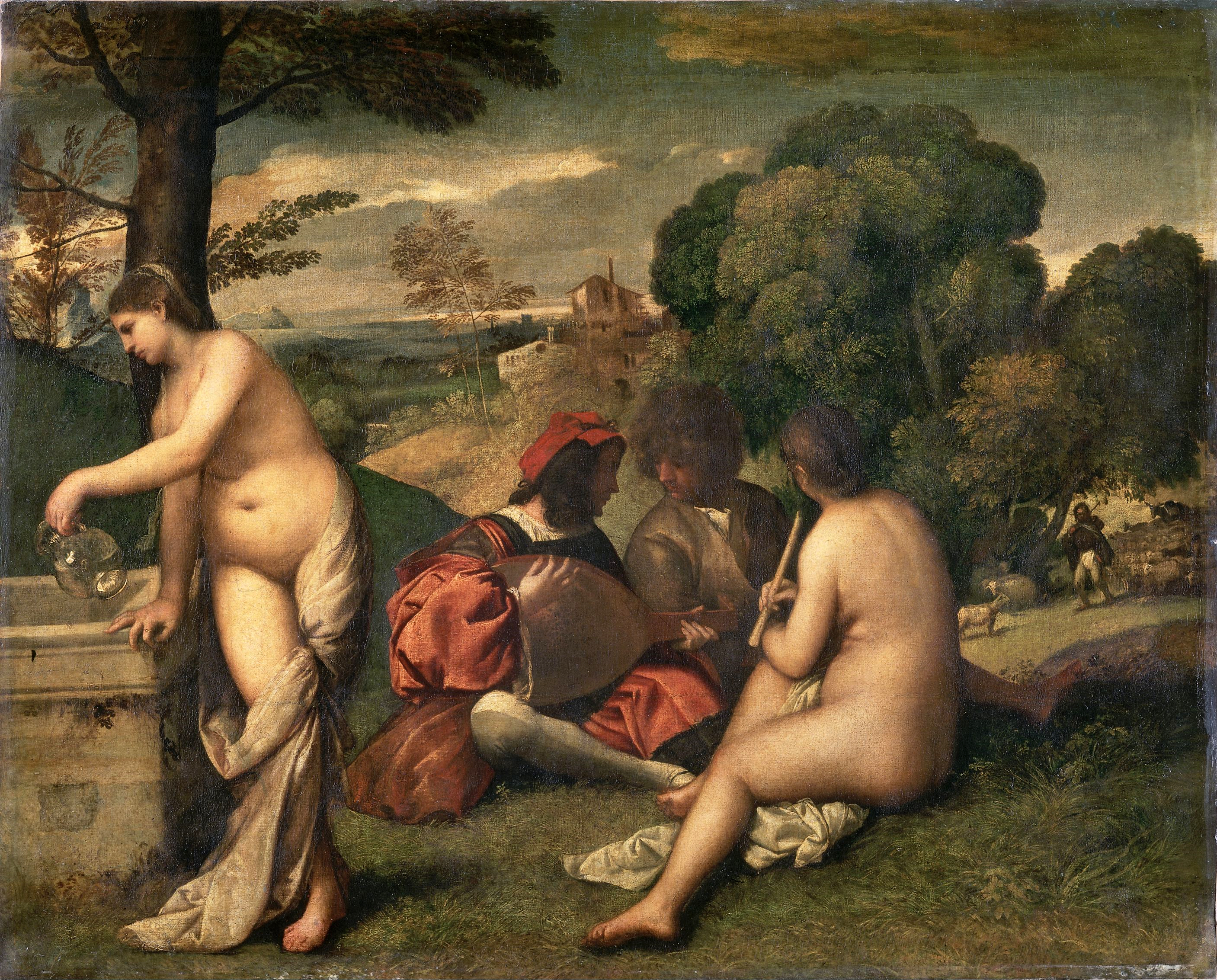
Le concert champêtre, Titien
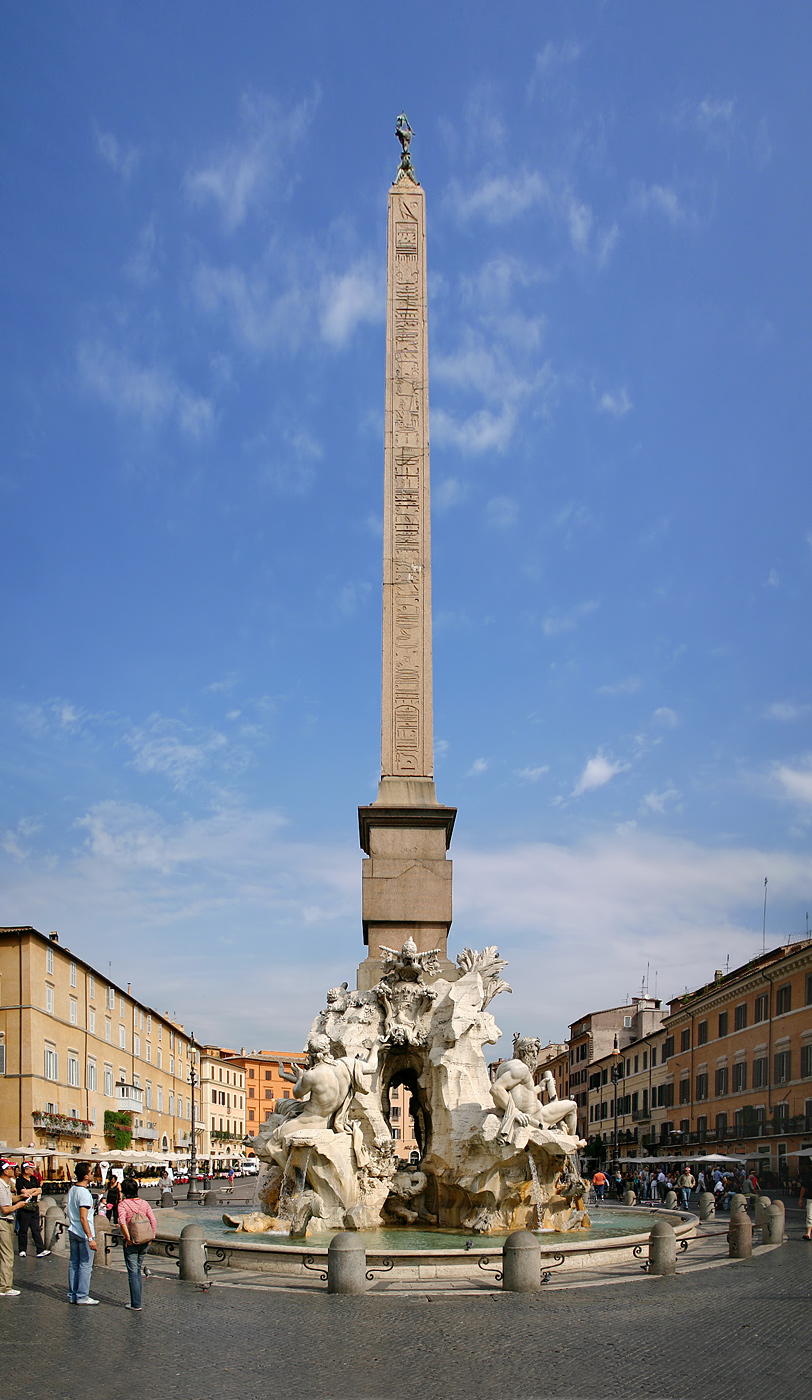
Obélisque de la fontaine des quatre fleuves
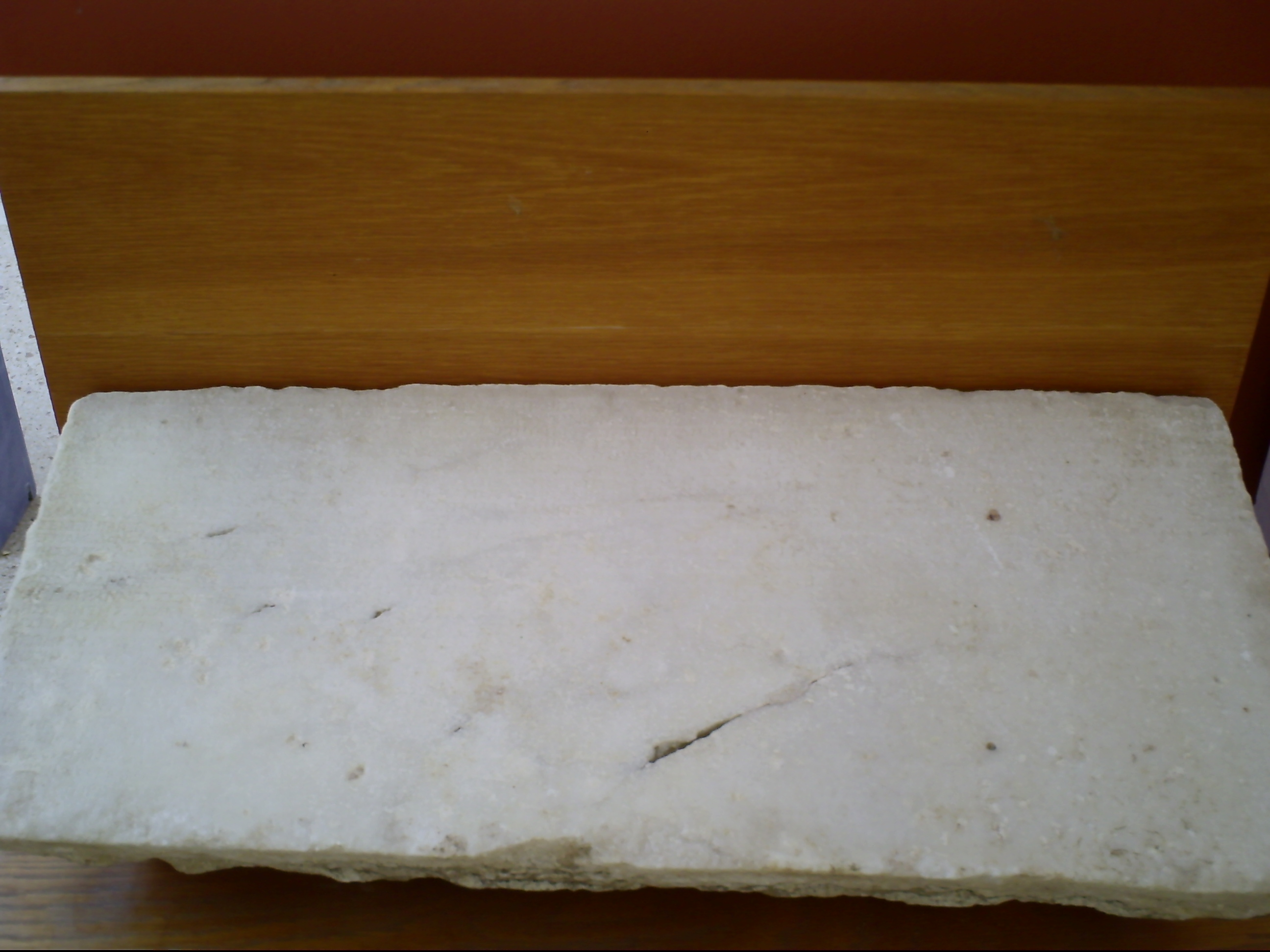
Chronique de Paros

On peut également citer La continence de Scipion, d'Antoine Van Dyck, Le Christ et le Centurion de Véronèse ou encore une tête de Sophocle en bronze du IIIe siècle av. J.-C.

## Ouvrage relatif
En 2004, Alexandra Lapierre publie Le voleur d'éternité, la vie aventureuse de William Petty aux éditions Robert Laffont. Le livre est en deux parties. Dans la première, elle conte la vie de William Petty. On ne peut parler d'une biographie au sens strict car l'auteur introduit quelques touches de romanesque dans l'histoire réelle. Dans la deuxième partie du livre appelée Les carnets de l'enquête, elle raconte l'élaboration de l'histoire, chapitre par chapitre. On apprend ainsi l'immense travail de recherche dans les archives d'Espagne, de France et d'Italie et dans de nombreuses villes anglaises comme Arundel, Carlisle, Kendal, Oxford et bien sûr Cambridge. Elle se rend également à Soulby, Appleby, interroge des témoins, des guides, des archivistes...